# Stomanevo, Smolean
Stomanevo (în bulgară Стоманево) este un sat în comuna Devin, regiunea Smolean,  Bulgaria. 

## Demografie
Componența etnică a satului Stomanevo
     Turci (67,39%)
     Nicio identificare (15,21%)
     Bulgari (17,39%)
     Romi (0%)
La recensământul din 2011, populația satului Stomanevo era de 184 locuitori. Din punct de vedere etnic, majoritatea locuitorilor (67,39%) erau turci, cu o minoritate de bulgari (17,39%). Pentru 15,21% din locuitori nu este cunoscută apartenența etnică.